# Thalictrum
Genre
Thalictrum est un genre de plantes à fleurs de la famille des Renonculacées.
Ce genre regroupe des plantes vivaces herbacées dont quelques espèces (étaient ou) sont encore appelées « pigamons », cultivées comme plantes ornementales rustiques au jardin.

## Étymologie
Le nom de genre Thalictrum vient du grec θαλίητρον - thaliêtron (Dioscoride, 4.97), peut-être de θαλία - thalia, « jeune pousse » (de θάλλω - thallô, « verdoyer ») et ἴκταρ - iktar, « tout à la fois », en référence à la rapidité de la végétation de la plante. Le nom français pigamon a été introduit en français par Daléchamps (1615) et repris par Lamarck (1778). Il vient du latin piganum (Pseudo-Apulée), variante de peganon, qui désigne la rue, Ruta graveolens L. C'est elle qui est "employée dans les hémorragies nasales et de la matrice, et contre la diarrhée" (André, 1985). Le grec πήγανον - pêganon (Théophraste, I, 3, 1 ; Dioscoride, 3.45) vient de πήγνυμι - pêgnumi, "fixer en enfonçant, coaguler, faire geler".

## Utilisation
Certaines espèces sont depuis plusieurs siècles cultivées pour l'attrait de leur floraison, notamment dans les plates-bandes mélangées où le pigamon apporte de la légèreté aux compositions estivales, notamment les espèces ci-dessous.

Quelques pigamons
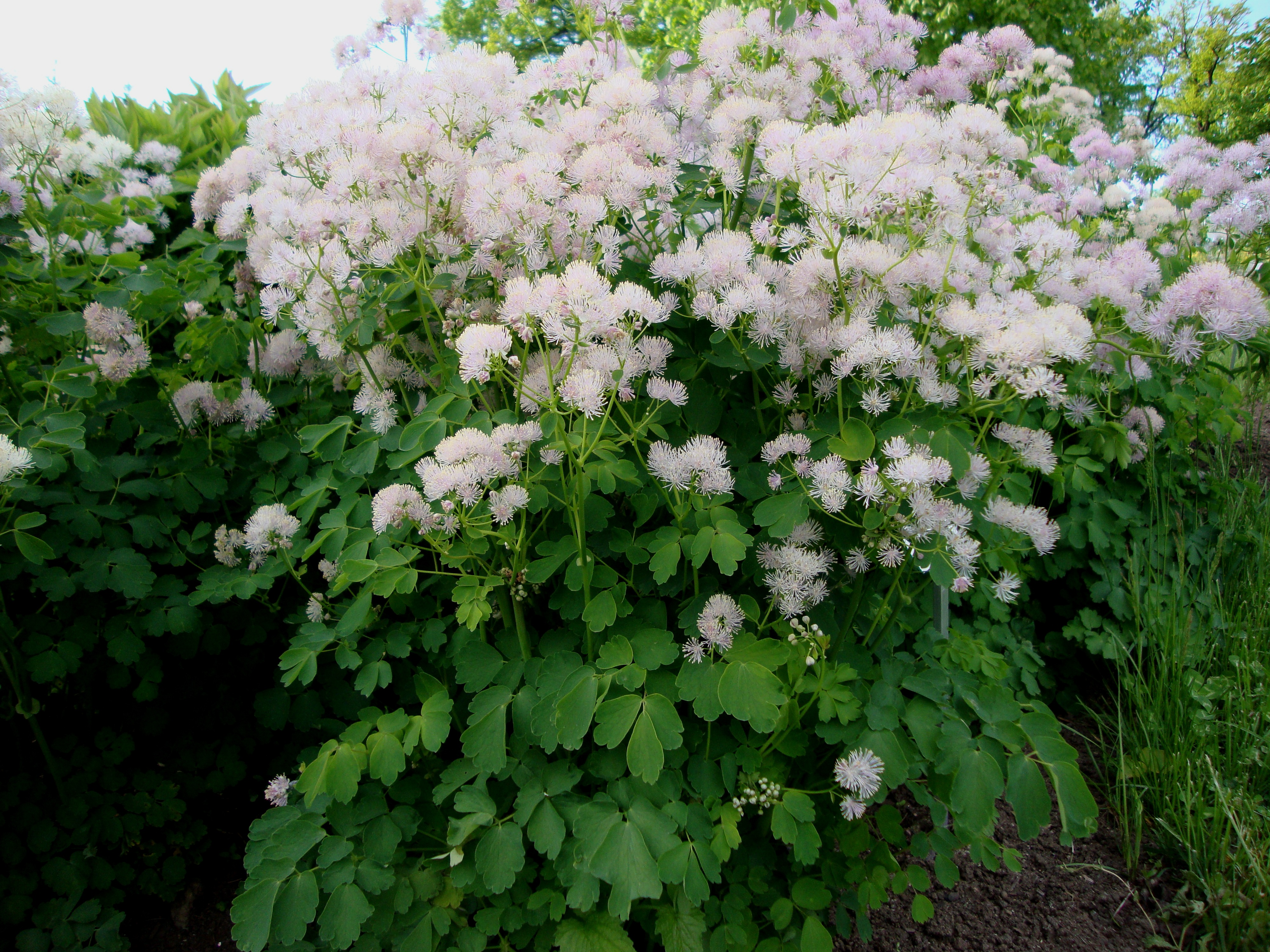
Thalictrum aquilegifolium.
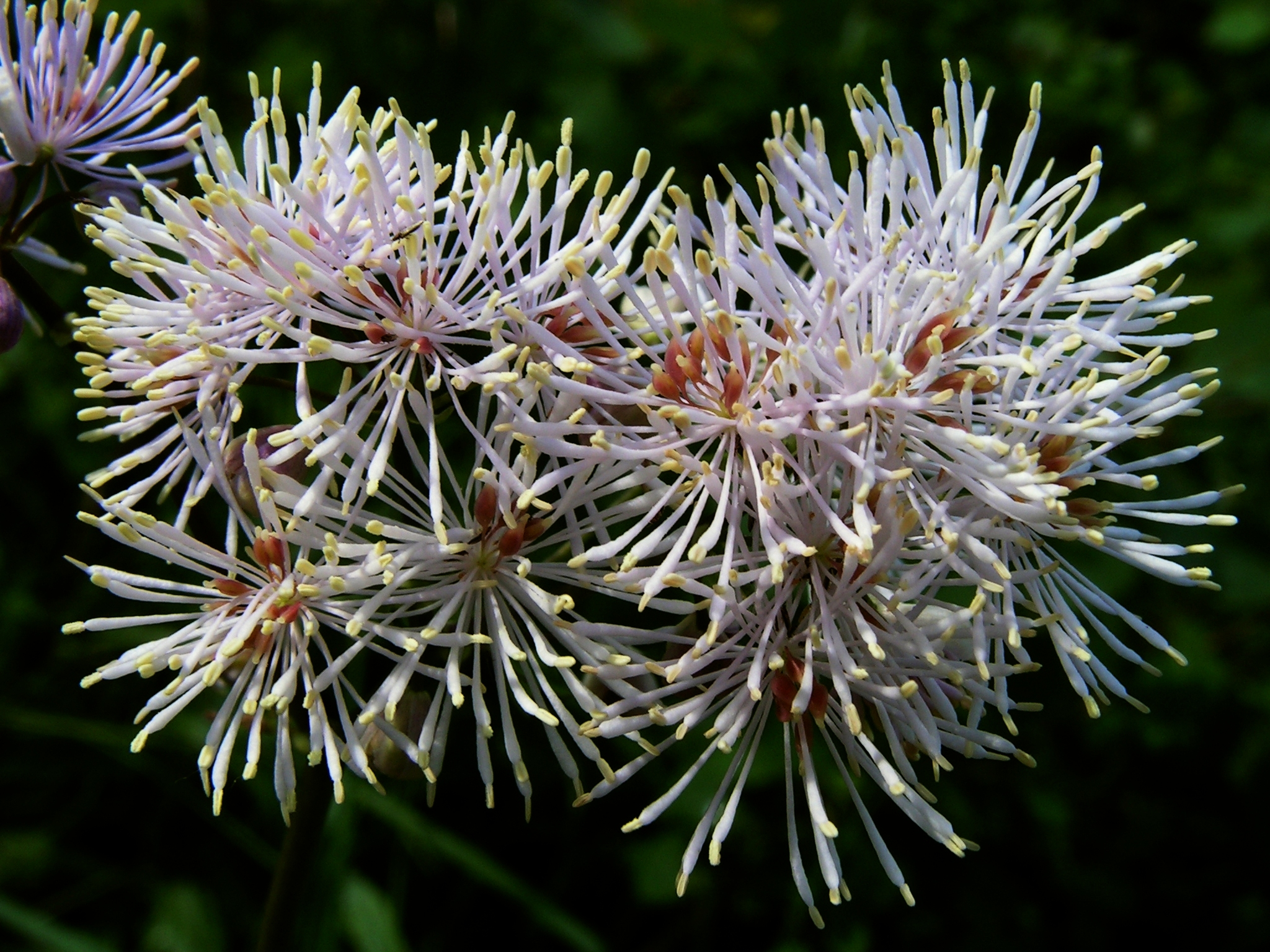
Fleurs de Thalictrum aquilegifolium.
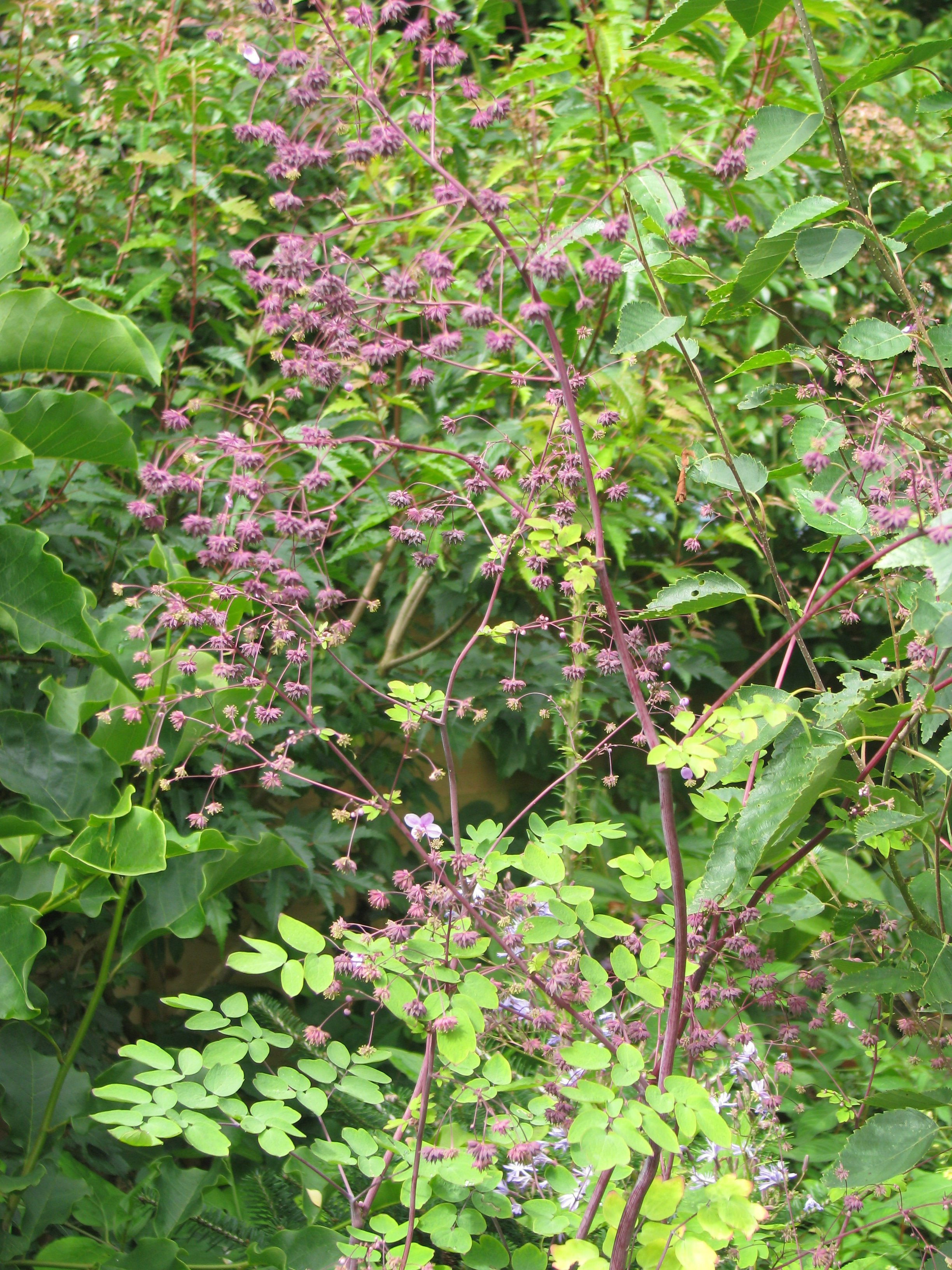
Thalictrum rochebrunianum.
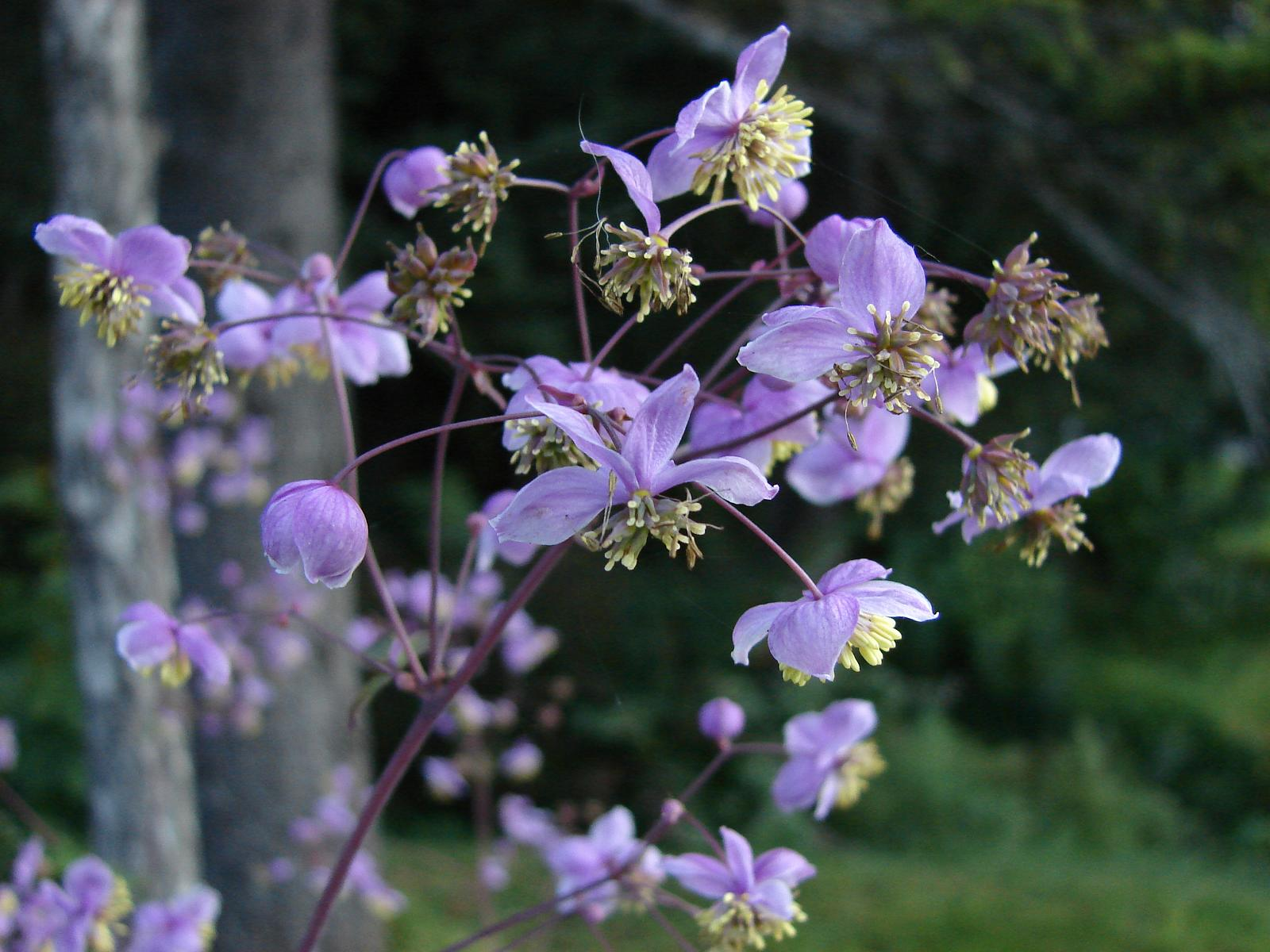
Fleurs de Thalictrum rochebrunianum.
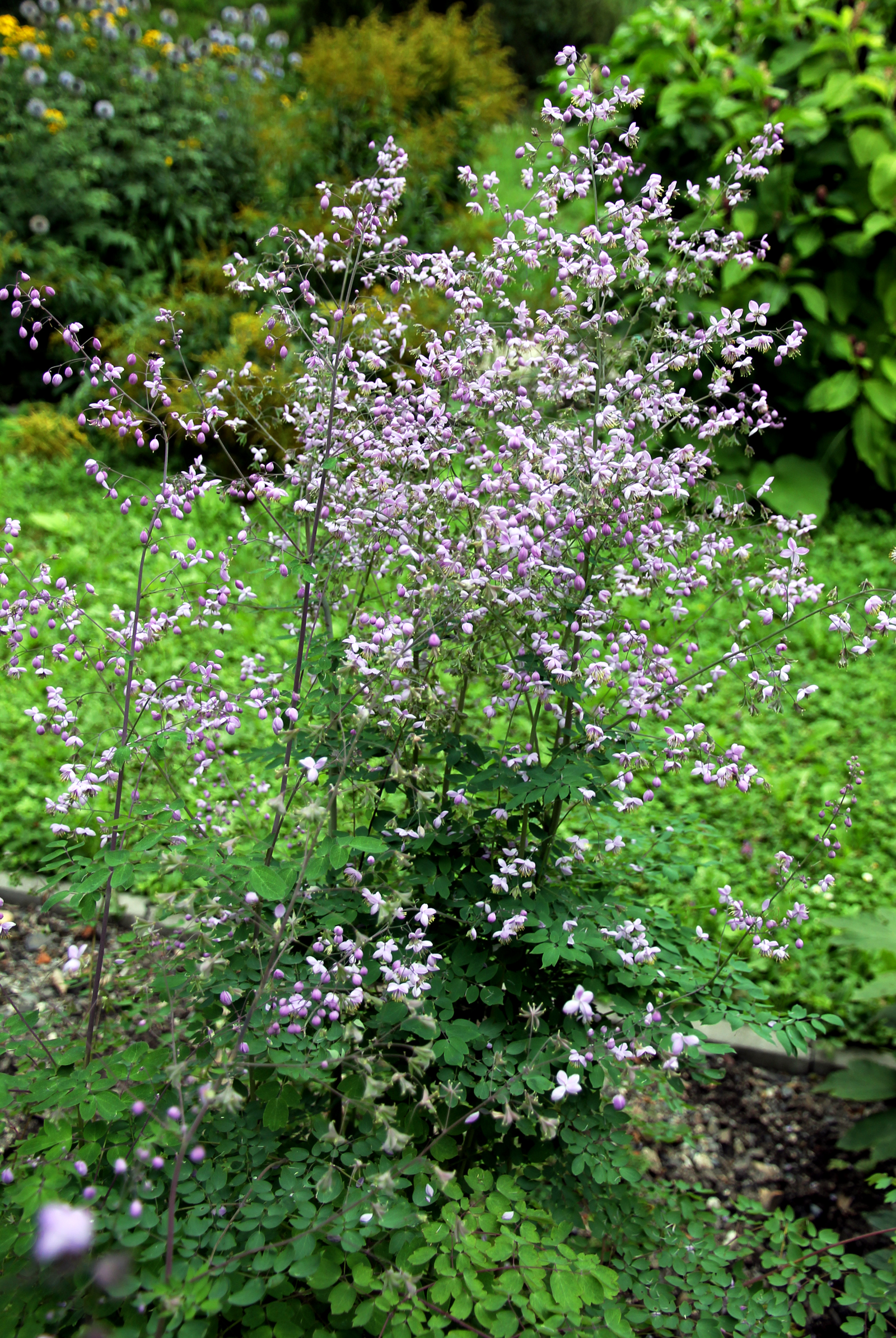
Thalictrum delavayi.
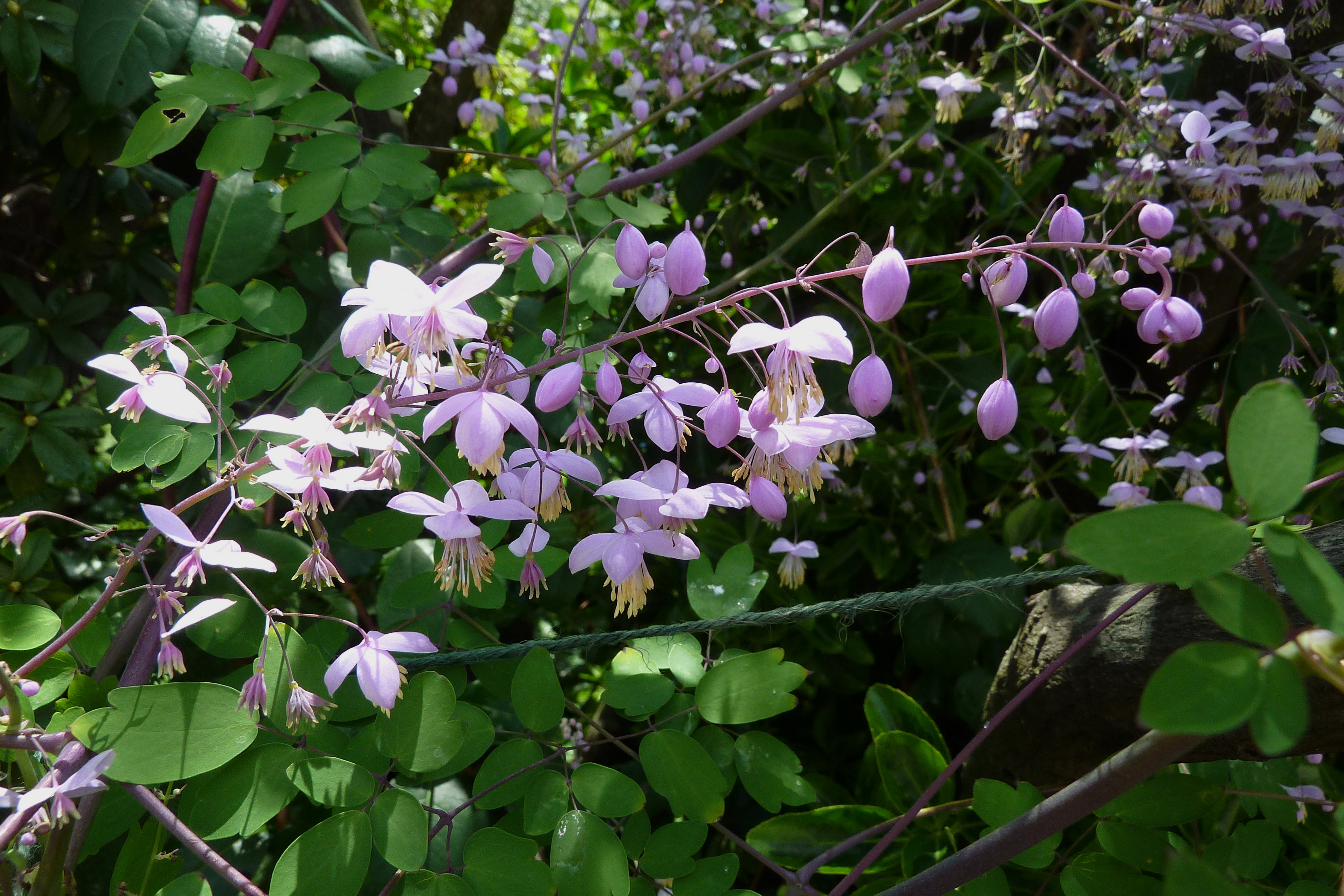
Fleurs de Thalictrum delavayi.
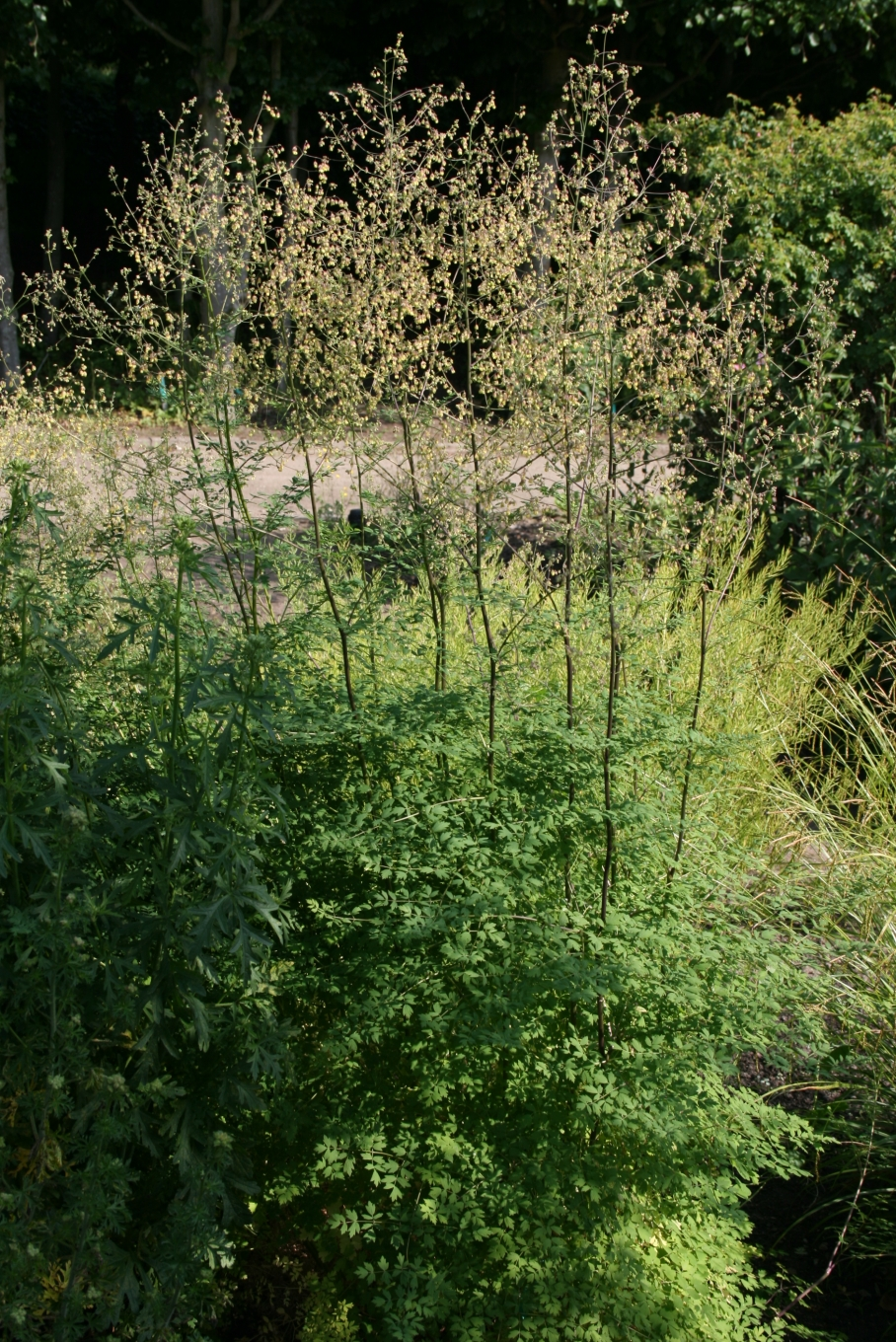
Thalictrum flavum.
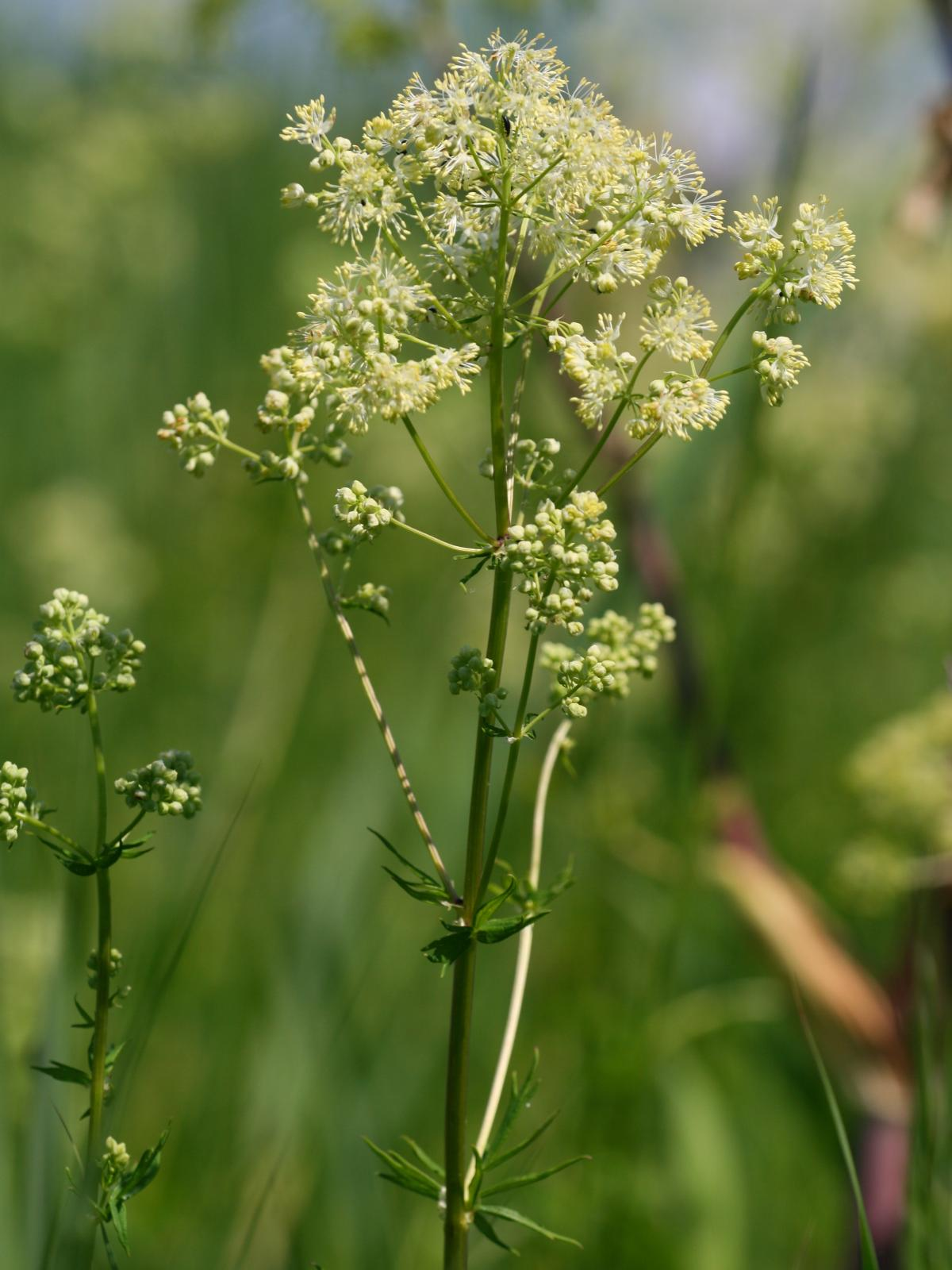
Fleurs de Thalictrum flavum.
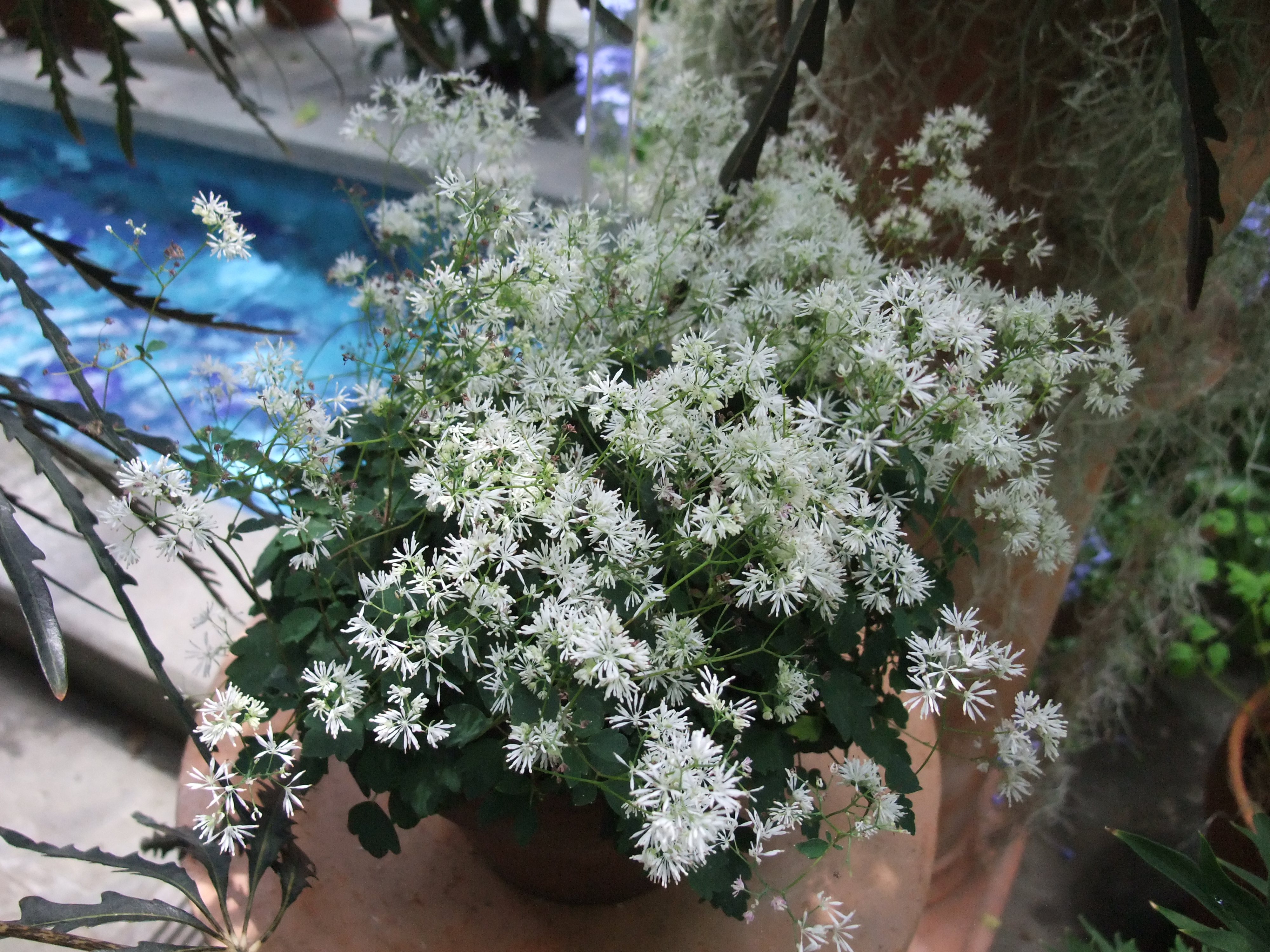
Thalictrum kiusianum.
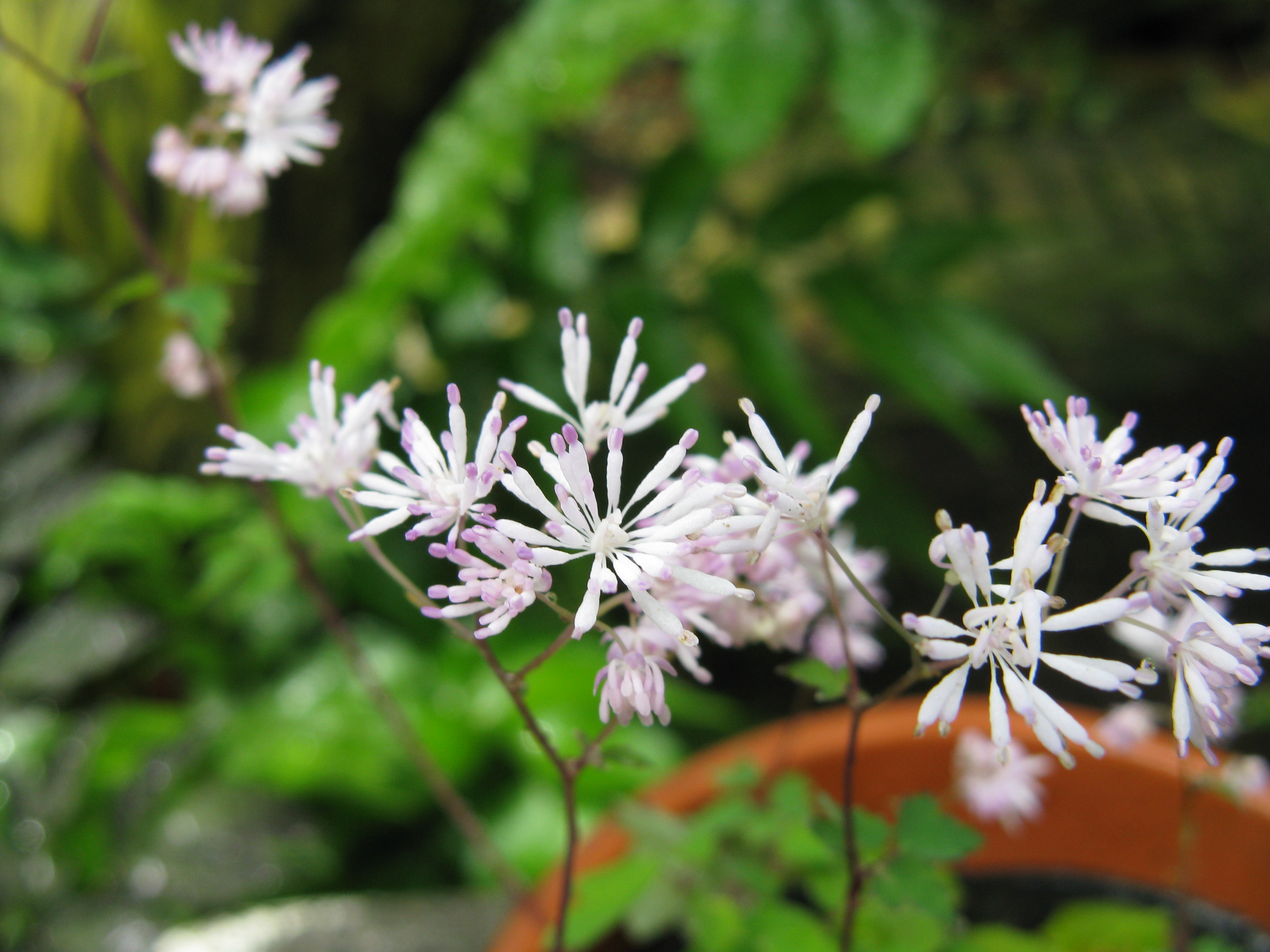
Fleurs de Thalictrum kiusianum.

## Classification
En classification phylogénétique APG III (2009) comme en classification classique de Cronquist (1981), ce genre fait partie de la famille des Ranunculaceae. Il a été décrit dès 1753 par le naturaliste suédois Carl von Linné (1707-1778).
L'espèce type de ce genre est Thalictrum foetidum L..

### Liste d'espèces
Selon GRIN (19 mars 2017) :
- Thalictrum actaeifolium Siebold & Zucc.
- Thalictrum alpinum L.
- Thalictrum amphibolum Greene
- Thalictrum aquilegiifolium L.
- Thalictrum chelidonii DC.
- Thalictrum chinense Dumort.
- Thalictrum cooleyi H. E. Ahles
- Thalictrum coreanum H. Lév.
- Thalictrum cultratum Wall.
- Thalictrum dasycarpum Fisch. & Avé-Lall.
- Thalictrum delavayi Franch.
- Thalictrum dioicum L.
- Thalictrum dunense Dumort.
- Thalictrum elegans Wall. ex Royle
- Thalictrum fendleri Engelm. ex A. Gray
- Thalictrum finetii Boivin
- Thalictrum flavum L.
- Thalictrum foeniculaceum Bunge
- Thalictrum foetidum L.
- Thalictrum foliolosum DC.
- Thalictrum glandulosissimum (Finet & Gagnep.) W. T. Wang & S. H. Wang
- Thalictrum heliophilum Wilken & DeMott
- Thalictrum ichangense Lecoy. ex Oliv.
- Thalictrum javanicum Blume
- Thalictrum lucidum L.
- Thalictrum minus L.
- Thalictrum occidentale A. Gray
- Thalictrum odoratum Gren. & Godr.
- Thalictrum pedunculatum Edgew.
- Thalictrum petaloideum L.
- Thalictrum polycarpum (Torr.) S. Watson
- Thalictrum pubescens Pursh
- Thalictrum rhynchocarpum Quart.-Dill. & A. Rich.
- Thalictrum rochebruneanum Franch. & Sav.
- Thalictrum rostellatum Hook. f. & Thomson
- Thalictrum rugosum
- Thalictrum saxatile Vill.
- Thalictrum simplex L.
- Thalictrum sparsiflorum Turcz. ex Fisch. & C. A. Mey.
- Thalictrum speciossimum L.
- Thalictrum squarrosum Stephan ex Willd.
- Thalictrum sultenabedense Stapf
- Thalictrum thalictroides (L.) A. J. Eames & B. Boivin
- Thalictrum tuberiferum Maxim.
- Thalictrum tuberosum L.
- Thalictrum uchiyamae Nakai